# Campeonato Descentralizado 2007
El Campeonato Descentralizado 2007, la máxima categoría del fútbol peruano, tuvo como participantes a 12 equipos. Se inició el 2 de febrero y finalizó el 16 de diciembre. Otorgó 3 cupos para la Copa Libertadores 2008 y 2 para la Copa Sudamericana 2008. Se jugó en dos torneos, Apertura y Clausura, de dos ruedas cada uno, en la modalidad de "todos contra todos".
La Universidad San Martín de Porres se coronó campeón del Apertura y no quedó entre los seis primeros del Clausura, mientras que el Coronel Bolognesi hizo lo propio en el Clausura y no quedó entre los seis primeros del Apertura. Con esto, el cuadro santo se coronó por primera vez Campeón Nacional al ganar el Apertura y haber obtenido mayor puntaje en la tabla acumulada.
Los dos peores equipos de la temporada, Deportivo Municipal y Total Clean, descendieron a la Segunda División.

## Ascensos y descensos
Hubo 2 Descensos en la Temporada 2006 y 2 Ascensos (1 Campeón de Copa Perú y 1 Campeón de Segunda División) en esta Temporada.
Por lo que se Se Mantienen los mismos 12 equipos para este 2007.
| Posición                        | Descendidos a la Segunda División 2007                                                                                      |
| ------------------------------- | --- |
| 10° 1D 2006 Perd. Def. Descenso | José Gálvez FBC (Iba jugar la Copa Perú 2007, pero por Reclamo ante Sport Áncash Retorna para la Primera División 2008) (D) |
| 12° 1D 2006                     | Unión Huaral (Segunda División 2007) (D)                                                                                    |

| Posición            | Ascendidos de la Copa Perú y Segunda División 2006   |
| ------------------- | ---------------------------------------------------- |
| 1. 1º Final CP 2006 | Total Clean FBC (Copa Perú 2006 Final) Asciende      |
| 2. 1º 2D 2006       | Deportivo Municipal (Segunda División 2006) Asciende |

## Torneo Apertura
El Torneo Apertura fue el primer torneo de la temporada 2007 del Campeonato Descentralizado de fútbol. Se inició el viernes 2 de febrero y finalizó el domingo 10 de junio. Se jugó con la modalidad "todos contra todos" en dos ruedas, resultando campeón la Universidad San Martín, equipo que, además, obtuvo un cupo para la Copa Libertadores del siguiente año.

### Clasificación general
| Pos. | Equipo               | Pts. | PJ | PG | PE | PP | GF | GC | DG  |
| ---- | -------------------- | ---- | -- | -- | -- | -- | -- | -- | --- |
| 1    | U. San Martín        | 44   | 22 | 13 | 5  | 4  | 44 | 22 | +22 |
| 2    | Cienciano            | 37   | 22 | 10 | 7  | 5  | 32 | 22 | +10 |
| 3    | Sport Áncash         | 34   | 22 | 9  | 7  | 6  | 30 | 22 | +8  |
| 4    | Sport Boys           | 34   | 22 | 9  | 7  | 6  | 33 | 29 | +4  |
| 5    | Universitario        | 32   | 22 | 9  | 5  | 8  | 31 | 31 | 0   |
| 6    | Alianza Lima *       | 31   | 22 | 9  | 8  | 5  | 31 | 23 | +8  |
| 7    | FBC Melgar           | 29   | 22 | 8  | 5  | 9  | 32 | 38 | -6  |
| 8    | Alianza Atlético     | 28   | 22 | 6  | 10 | 6  | 23 | 23 | 0   |
| 9    | Deportivo Municipal  | 24   | 22 | 6  | 6  | 10 | 25 | 30 | -5  |
| 10   | Sporting Cristal     | 22   | 22 | 5  | 7  | 10 | 25 | 35 | -10 |
| 11   | Total Clean          | 20   | 22 | 6  | 2  | 14 | 28 | 45 | -17 |
| 12   | Coronel Bolognesi ** | 19   | 22 | 4  | 7  | 11 | 22 | 36 | -14 |

|  |                                          |
|  | Clasificado a la Copa Libertadores 2008. |

- (*) La Cámara de Conciliación y Resolución de Disputas de la Asociación Deportiva de Fútbol Profesional (ADFP) le redujo cuatro (4) puntos al Club Alianza Lima por mantener deudas hacia sus exfutbolistas Gustavo Roverano y Raúl Vera.[2]

- (**) En la fecha 14, Bolognesi se negó a jugar contra Sport Ancash como rechazo a la amnistía otorgada al equipo ancashino por parte de la FPF. Dado que el cuadro tacneño no se presentó, Sport Ancash obtuvo una victoria en mesa de 2-0 por walkover.[3]

### Resultados
Las filas corresponden a los juegos de local de cada uno de los equipos, mientras que las columnas corresponden a los juegos de visitante. Los resultados en color azul corresponden a victoria del equipo local, rojo a victoria visitante y blanco a empate.
|                  | AAS | AL  | BOL | CIE | MEL | MUN | ANC | SBA | SC  | TC  | USM | U   |
| ---------------- | --- | --- | --- | --- | --- | --- | --- | --- | --- | --- | --- | --- |
| Alianza Atlético |     | 0-1 | 2-0 | 2-2 | 0-0 | 2-1 | 2-2 | 0-0 | 0-0 | 1-0 | 2-2 | 3-0 |
| Alianza Lima     | 2-0 |     | 0-0 | 2-1 | 1-1 | 1-0 | 2-0 | 2-2 | 1-1 | 3-0 | 4-1 | 1-2 |
| Bolognesi        | 1-1 | 2-0 |     | 2-3 | 1-1 | 2-2 | 0-0 | 0-2 | 3-1 | 1-3 | 1-1 | 2-3 |
| Cienciano        | 2-1 | 0-0 | 3-0 |     | 2-3 | 2-0 | 1-0 | 1-1 | 1-0 | 2-2 | 1-2 | 0-1 |
| Melgar           | 1-0 | 2-1 | 2-5 | 2-2 |     | 0-1 | 1-2 | 1-4 | 2-0 | 3-1 | 0-3 | 2-1 |
| Municipal        | 1-1 | 2-2 | 1-0 | 1-1 | 1-2 |     | 1-1 | 1-1 | 1-2 | 3-0 | 0-1 | 2-1 |
| Sport Ancash     | 1-1 | 2-2 | 2-0 | 0-1 | 1-0 | 3-0 |     | 4-1 | 2-0 | 4-1 | 1-1 | 1-0 |
| Sport Boys       | 0-1 | 2-1 | 1-0 | 0-1 | 4-4 | 2-0 | 1-0 |     | 0-1 | 2-1 | 2-0 | 1-1 |
| Sporting Cristal | 1-1 | 1-1 | 0-0 | 2-2 | 1-3 | 3-1 | 0-2 | 1-3 |     | 4-1 | 0-3 | 3-1 |
| Total Clean      | 0-2 | 1-2 | 3-0 | 0-2 | 3-2 | 1-3 | 3-2 | 2-1 | 2-1 |     | 2-3 | 1-2 |
| U. San Martín    | 3-0 | 2-0 | 1-2 | 0-2 | 3-0 | 2-1 | 4-0 | 4-0 | 2-2 | 1-0 |     | 2-2 |
| Universitario    | 3-1 | 1-2 | 4-0 | 1-0 | 1-0 | 0-2 | 0-0 | 3-3 | 3-1 | 1-1 | 0-3 |     |

## Torneo Clausura
El Torneo Clausura fue el segundo torneo de la temporada 2007 del Campeonato Descentralizado de fútbol. Se inició el sábado 21 de julio y finalizó el domingo 16 de diciembre. Al igual que el Apertura, se jugó con la modalidad "todos contra todos" en dos ruedas, resultando campeón el Coronel Bolognesi. Sin embargo, a pesar del campeonato, el equipo tacneño no pudo disputar el Título Nacional por no haber quedado entre los 7 mejores del Apertura, aunque se salvó del descenso y obtuvo un cupo para la Copa Libertadores del siguiente año.

### Clasificación general
| Pos. | Equipo                | Pts. | PJ | PG | PE | PP | GF | GC | DG  |
| ---- | --------------------- | ---- | -- | -- | -- | -- | -- | -- | --- |
| 1    | Coronel Bolognesi     | 36   | 22 | 10 | 6  | 6  | 27 | 15 | +12 |
| 2    | Universitario         | 35   | 22 | 9  | 8  | 5  | 27 | 22 | +5  |
| 3    | Cienciano             | 34   | 22 | 10 | 4  | 8  | 35 | 28 | +7  |
| 4    | Alianza Lima          | 34   | 22 | 9  | 7  | 6  | 29 | 25 | +4  |
| 5    | Sport Áncash          | 33   | 22 | 9  | 6  | 7  | 26 | 27 | -1  |
| 6    | Sporting Cristal      | 30   | 22 | 7  | 9  | 6  | 21 | 23 | -2  |
| 7    | U. San Martín         | 27   | 22 | 7  | 6  | 9  | 25 | 24 | +1  |
| 8    | FBC Melgar            | 26   | 22 | 5  | 11 | 6  | 18 | 17 | +1  |
| 9    | Alianza Atlético      | 26   | 22 | 6  | 8  | 8  | 17 | 22 | -5  |
| 10   | Total Clean           | 25   | 22 | 7  | 4  | 11 | 22 | 27 | -5  |
| 11   | Deportivo Municipal * | 24   | 22 | 6  | 6  | 10 | 24 | 38 | -14 |
| 12   | Sport Boys            | 23   | 22 | 4  | 11 | 7  | 25 | 28 | -3  |

|  |                                          |
|  | Clasificado a la Copa Libertadores 2008. |

- (*) En la última fecha, Municipal se vio en la necesidad de alinear a jugadores de su división Sub-20, dado que los mayores se negaron a jugar a causa del incumplimiento de pago por parte de la directiva, siendo goleados por Alianza Lima.[4]

### Resultados
|                  | AAS | AL  | BOL | CIE | MEL | MUN | ANC | SBA | SC  | TC  | USM | U   |
| ---------------- | --- | --- | --- | --- | --- | --- | --- | --- | --- | --- | --- | --- |
| Alianza Atlético |     | 0-0 | 0-0 | 3-0 | 1-0 | 1-0 | 1-1 | 2-1 | 0-0 | 1-0 | 2-1 | 0-0 |
| Alianza Lima     | 2-1 |     | 3-2 | 1-2 | 0-0 | 6-0 | 3-0 | 1-2 | 0-1 | 2-1 | 0-5 | 1-1 |
| Bolognesi        | 1-0 | 0-0 |     | 6-2 | 2-0 | 1-0 | 2-0 | 3-1 | 0-1 | 3-0 | 0-1 | 0-0 |
| Cienciano        | 2-0 | 3-0 | 1-0 |     | 0-0 | 4-0 | 2-1 | 3-0 | 2-0 | 3-1 | 4-0 | 2-3 |
| Melgar           | 0-0 | 1-1 | 0-2 | 4-1 |     | 1-0 | 0-2 | 2-0 | 0-0 | 2-2 | 2-1 | 0-1 |
| Municipal        | 3-2 | 0-1 | 1-2 | 1-1 | 0-0 |     | 2-0 | 2-2 | 1-0 | 1-0 | 2-2 | 3-2 |
| Sport Ancash     | 3-2 | 1-1 | 0-0 | 1-1 | 0-2 | 3-1 |     | 2-2 | 3-1 | 1-0 | 1-0 | 2-1 |
| Sport Boys       | 0-0 | 1-2 | 2-2 | 0-0 | 1-1 | 1-1 | 1-1 |     | 3-0 | 3-0 | 1-0 | 1-1 |
| Sporting Cristal | 1-0 | 1-2 | 1-0 | 1-0 | 1-1 | 3-3 | 2-0 | 1-1 |     | 2-2 | 1-1 | 1-0 |
| Total Clean      | 4-1 | 2-0 | 1-0 | 1-0 | 0-0 | 4-1 | 0-1 | 1-0 | 1-1 |     | 2-0 | 0-1 |
| U. San Martín    | 3-0 | 0-0 | 0-2 | 3-1 | 1-0 | 0-1 | 2-1 | 1-1 | 1-1 | 3-0 |     | 0-2 |
| Universitario    | 0-0 | 1-3 | 1-1 | 2-1 | 2-2 | 2-1 | 1-2 | 3-1 | 2-1 | 1-0 | 0-0 |     |

## Tabla acumulada
Muestra los puntos que obtuvo cada equipo a lo largo de la temporada (Apertura + Clausura). Sirve para determinar el descenso a Segunda División y la clasificación a torneos internacionales. Respecto a esto último, el equipo con mayor puntaje (sin contar a los campeones de cada torneo) obtiene un cupo para la Libertadores, mientras que los dos siguientes obtienen uno para la Sudamericana.
| Pos. | Equipo              | Pts. | PJ | PG | PE | PP | GF | GC | DG  |
| ---- | ------------------- | ---- | -- | -- | -- | -- | -- | -- | --- |
| 1    | U. San Martín       | 71   | 44 | 20 | 11 | 13 | 69 | 46 | +23 |
| 2    | Cienciano           | 71   | 44 | 20 | 11 | 13 | 67 | 50 | +17 |
| 3    | Sport Áncash        | 67   | 44 | 18 | 13 | 13 | 56 | 49 | +7  |
| 4    | Universitario       | 67   | 44 | 18 | 13 | 13 | 58 | 53 | +5  |
| 5    | Alianza Lima        | 65   | 44 | 18 | 15 | 11 | 60 | 48 | +12 |
| 6    | Sport Boys          | 57   | 44 | 13 | 18 | 13 | 58 | 58 | 0   |
| 7    | Coronel Bolognesi   | 55   | 44 | 14 | 13 | 17 | 49 | 51 | -2  |
| 8    | FBC Melgar          | 55   | 44 | 13 | 16 | 15 | 49 | 54 | -5  |
| 9    | Alianza Atlético    | 54   | 44 | 12 | 18 | 14 | 40 | 45 | -5  |
| 10   | Sporting Cristal    | 52   | 44 | 12 | 16 | 16 | 46 | 58 | -12 |
| 11   | Deportivo Municipal | 48   | 44 | 12 | 12 | 20 | 49 | 68 | -19 |
| 12   | Total Clean         | 45   | 44 | 13 | 6  | 25 | 50 | 72 | -22 |

|  |                                          |
|  | Clasificado a la Copa Libertadores 2008. |
|  | Clasificado a la Copa Sudamericana 2008. |
|  | Descendido a la Segunda División 2008.   |

|                                   |
| Campeón Nacional                  |
| Universidad San Martín 1.º título |

## Goleadores
| Jugador             | Jugador               | Goles | Equipo                    |
| ------------------- | --------------------- | ----- | ------------------------- |
| Peruano             | Johan Fano            | 19    | Universitario de Deportes |
| Paraguayo           | Richard Estigarribia  | 18    | Sport Ancash              |
| Peruano             | Ysrael Zúñiga         | 18    | FBC Melgar                |
| Peruano             | Paul Cominges         | 17    | Coronel Bolognesi         |
| Peruano             | Pedro García          | 16    | Universidad San Martín    |
| Peruano             | Hernán Rengifo        | 14    | Universidad San Martín    |
| Peruano             | José Carlos Fernández | 14    | Cienciano                 |
| Argentino           | Mario Leguizamón      | 13    | Universidad San Martín    |
| Uruguayo            | Sebastián Domínguez   | 12    | Total Chalaco             |
| Peruano             | Junior Viza           | 12    | Alianza Lima              |
| Argentino · Peruano | Sergio Ibarra         | 12    | Sport Boys                |